# Stylosanthes sericeiceps
Stylosanthes sericeiceps är en ärtväxtart som beskrevs av Sidney Fay Blake. Stylosanthes sericeiceps ingår i släktet Stylosanthes och familjen ärtväxter. Inga underarter finns listade i Catalogue of Life.